# Carroll (New Hampshire)
Pour les articles homonymes, voir Carroll.
Carroll est une municipalité américaine située dans le comté de Coös au New Hampshire. Selon le recensement de 2010, sa population est de 763 habitants.

## Géographie
La municipalité s'étend sur 50,20 milles carrés (130,02 km2), dont 0,02 milles carrés (0,05 km2) d'étendues d'eau. Elle comprend le village de Bretton Woods.

## Histoire
La localité est fondée en 1772 sous le nom de Bretton Woods. Elle devient une municipalité en 1832 et prend le nom de Charles Carroll de Carrollton,, signataire de la déclaration d'indépendance.
Carroll devient une destination touristique du New Hampshire. En 1944, s'y déroule la conférence donnant lieu à la signature des Accords de Bretton Woods.